# 灰岩粗毛藤
灰岩粗毛藤（学名：Cnesmone tonkinensis），为大戟科粗毛藤属下的一个种。种加名 tonkinensis 意为越南“东京的”。